# Веррил, Эддисон Эмери
Эддисон Эмери Веррил (англ. Addison Emery Verrill; 9 февраля 1839 — 10 декабря 1926) — американский зоолог.
Член Национальной академии наук США (1872).

## Биография
Закончил Гарвард в 1862 году. Участвовал в научных экспедициях. Стал профессором зоологии в Йеле уже через два года после собственного выпуска из университета и преподавал там до 1907 года. Также в 1868—1860 годах был профессором сравнительной анатомии и энтомологии Университета Висконсина. С 1860 года исследовал различные организмы, в том числе морские, например, объектом его научного интереса были гигантские кальмары.
Позже вместе со своими студентами изучал геологию и морских животных Виргинских островов. Среди прочего опубликовал труд The Bermuda Islands (1903; второе издание в 1907).

## Семья
Отец Алфеуса Хайата Веррила.

## Вклад в науку
Верилл опубликовал более 350 работ и описал более 1000 видов живых существ, принадлежащих практически ко всем крупным таксономическим группам. Состоял в Академии наук и искусств Коннектикута (англ. Connecticut Academy of Arts and Sciences).

## Память
В 1959 в память о Э. Э. Верилле была учреждена медаль его имени, которая вручается за исследования в области естественных наук.